# Vrhovne internetske domene država
Vrhovne internetske domene država su vršne domene neke države, a imaju dva slova. Ovi nastavci odgovaraju oznakama zemalja prema standardu ISO-3166.

## Popis vrhovnih internetskih domena država

### A
- .ac – Otok Ascension *
- .ad – Andora
- .ae – Ujedinjeni Arapski Emirati
- .af – Afganistan
- .ag – Antigva i Barbuda *
- .ai – Anguilla
- .al – Albanija
- .am – Armenija *
- .an – Nizozemski Antili
- .ao – Angola
- .aq – Antarktika
- .ar – Argentina
- .as – Američka Samoa *
- .at – Austrija *
- .au – Australija
- .aw – Aruba
- .ax – Ålandski otoci
- .az – Azerbajdžan

### B
- .ba – Bosna i Hercegovina
- .bb – Barbados
- .bd – Bangladeš
- .be – Belgija *
- .bf – Burkina Faso
- .bg – Bugarska
- .bh – Bahrain
- .bi – Burundi *
- .bj – Benin
- .bm – Bermuda
- .bn – Brunei
- .bo – Bolivija *
- .br – Brazil *
- .bs – Bahami *
- .bt – Butan
- .bw – Botsvana
- .by – Bjelorusija
- .bz – Belize *

### C
- .ca – Kanada
- .cc – Kokosovi otoci *
- .cd – Demokratska Republika Kongo (ranije .zr – Zair) *
- .cf – Srednjoafrička Republika
- .cg – Republika Kongo *
- .ch – Švicarska *
- .ci – Côte d'Ivoire (Obala Bjelokosti)
- .ck – Cook Islands *
- .cl – Čile
- .cm – Kamerun
- .cn – Kina *
- .co – Kolumbija
- .cr – Costa Rica
- .cs – Srbija i Crna Gora (.cs domenu je prvo koristila Čehoslovačka, a kasnije Češka i Slovačka do 1995. godine. Domenu je 2002. dobila Srbija i Crna Gora koja ju nikad nije koristila, nego je korištena starija jugoslavenska domena .yu)
- .cu – Kuba
- .cv – Cape Verde
- .cx – Božićni otok *
- .cy – Cipar
- .cz – Češka

### D
- .de – Njemačka
- .dj – Džibuti *
- .dk – Danska *
- .dm – Dominika
- .do – Dominikanska Republika
- .dz – Alžir

### E
- .ec – Ekvador
- .ee – Estonija
- .eg – Egipat
- .er – Eritreja
- .es – Španjolska *
- .et – Etiopija
- .eu – Europska unija (domena "rezervirana" ISO 3166-1 standardom)

### F
- .fi – Finska
- .fj – Fiji *
- .fk – Falklandski Otoci
- .fm – Savezne Države Mikronezije *
- .fo – Farski otoci
- .fr – Francuska

### G
- .ga – Gabon
- .gb – Velika Britanija (domena dodijeljena; ne rabi se – vidi .uk)
- .gd – Grenada
- .ge – Gruzija
- .gf – Francuska Gvajana
- .gg – Guernsey
- .gh – Gana
- .gi – Gibraltar
- .gl – Grenland *
- .gm – Gambija
- .gn – Gvineja
- .gp – Guadeloupe
- .gq – Ekvatorska Gvineja
- .gr – Grčka *
- .gs – Južna Georgia i otočje Južni Sandwich *
- .gt – Gvatemala
- .gu – Guam
- .gw – Gvineja Bisau
- .gy – Gvajana

### H
- .hk – Hong Kong *
- .hm – Otok Heard i otočje McDonald *
- .hn – Honduras *
- .hr – Hrvatska
- .ht – Haiti
- .hu – Mađarska *

### I
- .id – Indonezija
- .ie – Irska
- .il – Izrael *
- .im – Otok Man *
- .in – Indija *
- .io – Britanski indijskooceanski teritoriji *
- .iq – Irak
- .ir – Iran *
- .is – Island
- .it – Italija

### J
- .je – Jersey
- .jm – Jamajka
- .jo – Jordan
- .jp – Japan

### K
- .ke – Kenija
- .kg – Kirgistan
- .kh – Kambodža
- .ki – Kiribati
- .km – Komori
- .kn – Sveti Kristofor i Nevis
- .kp – Sjeverna Koreja (nema DNS poslužitelja)
- .kr – Južna Koreja
- .kw – Kuvajt
- .ky – Kajmanski otoci
- .kz – Kazahstan *

### L
- .la – Laos *
- .lb – Libanon
- .lc – Sveta Lucija
- .li – Lihtenštajn *
- .lk – Šri Lanka
- .lr – Liberija
- .ls – Lesoto
- .lt – Litva
- .lu – Luxembourg
- .lv – Latvija *
- .ly – Libija *

### M
- .ma – Maroko
- .mc – Monaco
- .md – Moldova *
- .me – Crna Gora
- .mg – Madagaskar
- .mh – Maršalovi Otoci
- .mk – Makedonija
- .ml – Mali
- .mm – Mianmar
- .mn – Mongolija *
- .mo – Macau
- .mp – Sjevernomarijanski otoci *
- .mq – Martinique
- .mr – Mauritanija
- .ms – Montserrat *
- .mt – Malta
- .mu – Mauricijus *
- .mv – Maldivi
- .mw – Malawi *
- .mx – Meksiko *
- .my – Malezija
- .mz – Mozambik

### N
- .na – Namibija *
- .nc – Nova Kaledonija
- .ne – Niger
- .nf – Otok Norfolk *
- .ng – Nigerija
- .ni – Nikaragva
- .nl – Nizozemska * (prva registrirana vrhovna internetska domena države)
- .no – Norveška
- .np – Nepal
- .nr – Nauru *
- .nu – Niue *
- .nz – Novi Zeland *

### O
- .om – Oman

### P
- .pa – Panama
- .pe – Peru
- .pf – Francuska Polinezija
- .pg – Papua Nova Gvineja
- .ph – Filipini *
- .pk – Pakistan *
- .pl – Poljska *
- .pm – Sveti Petar i Mikelon
- .pn – Pitcairn *
- .pr – Puerto Rico *
- .ps – Palestina *
- .pt – Portugal *
- .pw – Palau
- .py – Paragvaj

### Q
- .qa – Katar

### R
- .re – Réunion
- .ro – Rumunjska *
- .rs – Srbija
- .ru – Rusija *
- .rw – Ruanda

### S
- .sa – Saudijska Arabija
- .sb – Salamunovi Otoci *
- .sc – Sejšeli *
- .sd – Sudan
- .se – Švedska *
- .sg – Singapore
- .sh – Sveta Helena *
- .si – Slovenija
- .sj – otoci Svalbard i Jan Mayen (ne rabi se)
- .sk – Slovačka
- .sl – Sierra Leone
- .sm – San Marino *
- .sn – Senegal
- .so – Somalija *
- .sr – Surinam *
- .st – Sveti Toma i Princip *
- .su – Sovjetski Savez (zastarjela domena, povlači se iz uporabe; domena je tranzicijski rezervirana standardom ISO 3166-1)
- .sv – Salvador
- .sy – Sirija *
- .sz – Esvatini *

### T
- .tc – Otoci Turks i Caicos
- .td – Čad
- .tf – Francuski južni i antarktički teritoriji
- .tg – Togo *
- .th – Tajland
- .tj – Tadžikistan *
- .tk – Tokelau *
- .tl – Istočni Timor (ranije .tp) *
- .tm – Turkmenistan *
- .tn – Tunis
- .to – Tonga *
- .tp – Istočni Timor (zastarjela oznaka – rabi se .tl; domena je tranzicijski rezervirana standardom ISO 3166-1)
- .tr – Turska
- .tt – Trinidad i Tobago *
- .tv – Tuvalu *
- .tw – Tajvan *
- .tz – Tanzanija

### U
- .ua – Ukrajina
- .ug – Uganda *
- .uk – Ujedinjeno Kraljevstvo (domena "iznimno rezervirana" standardom ISO 3166-1) (vidi .gb)
- .us – Sjedinjene Američke Države *
- .uy – Urugvaj
- .uz – Uzbekistan

### V
- .va – Vatikan
- .vc – Sveti Vincent i Grenadini *
- .ve – Venezuela
- .vg – Britanski Djevičanski otoci *
- .vi – Američki Djevičanski otoci
- .vn – Vijetnam
- .vu – Vanuatu *

### W
- .wf – Wallis i Futuna
- .ws – Samoa (bivša Zapadna Samoa) *

### X
- .xk - Kosovo (domenu je privremeno dodijelilo Vijeće sigurnosti Ujedinjenih naroda odlukom 1244/99.[1])

### Y
- .ye – Jemen
- .yt – Mayotte
- .yu – Jugoslavija (preimenovana u Srbija i Crna Gora)

(domena je službeno zamijenjena s .cs (vidi gore), a konačno je ugašena 2010.)

### Z
- .za – Južnoafrička Republika *
- .zm – Zambija
- .zw – Zimbabve